# Kriget om den bortsprungna hunden
Kriget om den bortsprungna hunden (grekiska: Πόλεμος του αδέσποτου σκύλου) eller incidenten vid Petritj (grekiska: Επεισόδιο του Πετριτσίου; bulgariska: Петрички инцидент) var en kortlivad internationell kris i mitten–slutet av oktober 1925, där Grekland angrep Bulgarien vid gränsorten Petritj, efter att bulgariska soldater angripit en grekisk kapten och en vaktpost dödats av bulgariska soldater. Oroligheterna upphörde efter ingripande från NF, och ytterligare våldsamheter förhindrades.

## Bakgrund
Relationerna mellan Grekland och Bulgarien hade varit ansträngda sedan början av 1900-talet på grund av deras rivalitet om besittningen av Makedonien och senare västra Thrakien, vilket ledde till åratal av gerillakrigföring mellan olika pro-bulgariska makedonska paramilitärer och den pro-grekiska HMC i den makedonska kampen (cirka 1904–1908). En öppen konflikt bröt ut mellan Grekland och Bulgarien under andra Balkankriget (1913) och första världskriget (1916–1918). Resultatet av dessa konflikter var att Egeiska havet, Makedonien och västra Thrakien kom under grekiskt styre.
På grund av den betydande bulgariska befolkningen i båda regionerna blev de måltavlor för bulgarisk irredentism under hela mellankrigstiden. Två organisationer, Interna makedonska revolutionära organisationen (IMRO) och Interna thrakiska revolutionära organisationen (ITRO), med säte i Bulgarien, genomförde räder och terroristattacker på grekiskt och jugoslaviskt territorium.
Petritj var administrativt centrum för det bulgariskt kontrollerade Pirin-Makedonien, där IMRO under de tidiga mellankrigsåren fungerade som en "stat i staten".
År 1923 mördades Bulgariens premiärminister Aleksandăr Stambolijski av IMRO efter att han avsatts i en statskupp. Detta var på grund av hans närmandepolitik, som var djupt impopulär bland IMRO och nationalistiska fraktioner i Bulgarien.

## Incidenten
Det finns två versioner av hur incidenten startade.
I den första versionen började incidenten den 18 oktober med att en grekisk soldat sprang efter sin hund, som hade förirrat sig över gränsen från Grekland vid passet Demir Kapia i Belasica. Det kallas därför ibland för "kriget om den bortsprungna hunden". Gränsen bevakades av bulgariska vaktposter, varav en sköt den grekiske soldaten.
I den andra versionen orsakades incidenten den 18 oktober av bulgariska soldater som korsade den grekiska gränsen, angrep en grekisk utpost vid Belasitsa och dödade en grekisk kapten och en vaktpost.

## Bulgariska och grekiska reaktioner
Bulgarien förklarade att skjutningen berodde på ett missförstånd och beklagade detta.
Dessutom föreslog den bulgariska regeringen att en blandad kommission skulle bildas för att utreda händelsen, men den grekiska regeringen avböjde så länge bulgariska trupper stannade kvar på grekiskt territorium.
Den grekiska regeringen, ledd av general Theodoros Pangalos, utfärdade ett ultimatum till Bulgarien på 48 timmar att straffa de ansvariga, en officiell ursäkt och två miljoner franska franc som kompensation till offrens familjer.
Den 22 oktober 1925 skickade Grekland soldater till Bulgarien för att ockupera staden Petritj i syfte att genomdriva kraven.

## Internationell medling
Strider mellan grekiska och bulgariska styrkor började, och Bulgarien vädjade till Nationernas förbund att ingripa i tvisten. Några chetas från Inre makedonska revolutionära organisationen (IMRO), tillsammans med vaktposterna, organiserade försvarslinjer mot grekerna nära Petritj. Frivilliga och krigsveteraner från hela regionen kallades in för att ansluta sig till motståndet. Grekland klargjorde att man inte var intresserad av bulgariskt territorium men krävde kompensation.
Enligt vissa samtida tidningar erövrades staden, men i själva verket skickade Nationernas förbund ett telegram till båda länderna för att beordra dem att stoppa sina arméer, bara några timmar innan grekerna inledde sitt anfall.
Förbundet beordrade eldupphör, grekiska trupper att dra sig tillbaka från Bulgarien och Grekland att betala 45 000 pund till Bulgarien. Båda länderna accepterade beslutet, men Grekland klagade över skillnaden mellan dess behandling och Italiens behandling under Korfuincidenten 1923, där Italien invaderade och ockuperade ön och tvingade Grekland att betala krigsskadestånd. Det fanns en regel i förbundet för stormakterna som Italien och en annan för de mindre makterna som Grekland.
NF sände militärattachéer från Frankrike, Italien och Storbritannien för att rapportera till NF när fientligheterna upphörde och för att observera de grekiska truppernas tillbakadragande. Attachéerna beslutade också att bulgarerna inte skulle återockupera territoriet förrän en viss tid hade förflutit för att förhindra incidenter.
Den materiella och ideella skadan som Grekland tvingades betala var 45 000 pund (3 miljoner bulgariska levas) i ersättning inom två månader, medan Bulgarien kompenserade offrets familj.
Över 50 människor hade dödats, de flesta bulgariska civila, innan Grekland gav efter.